# Comuna de Zalesie
Zalesie (polaco: Gmina Zalesie) é uma gminy (comuna) na Polónia, na voivodia de Lublin e no condado de Bialski. A sede do condado é a cidade de Zalesie.
De acordo com os censos de 2004, a comuna tem 4559 habitantes, com uma densidade 31 hab/km².

## Área
Estende-se por uma área de 147,16 km², incluindo:
- área agrícola: 61%
- área florestal: 34%

## Demografia
Dados de 30 de Junho 2004:
|                      | Total   | Total | Mulheres | Mulheres | Homens  | Homens |
| -------------------- | ------- | ----- | -------- | -------- | ------- | ------ |
|                      | pessoas | %     | pessoas  | %        | pessoas | %      |
| População            | 4559    | 100   | 2250     | 49,4     | 2309    | 50,6   |
| Densidade (pop./km²) | 31      | 100   | 15,3     | 15,3     | 15,7    | 15,7   |

De acordo com dados de 2002, o rendimento médio per capita ascendia a 1403,61 zł.

## Subdivisões
- Berezówka, Dereczanka, Dobryń Duży, Dobryń-Kolonia, Dobryń Mały, Horbów, Horbów-Kolonia, Kijowiec, Kijowiec-Kolonia, Kłoda Duża, Kłoda Mała, Koczukówka, Lachówka Duża, Lachówka Mała, Malowa Góra, Nowe Mokrany, Nowosiółki, Stare Mokrany, Wólka Dobryńska, Zalesie.

## Comunas vizinhas
- Biała Podlaska, Piszczac, Rokitno, Terespol